# Leon Weissberg
Leon Weissberg (* 18. Januar 1895 in Przeworsk, Galizien; † 11. März 1943 im Vernichtungslager Sobibor, Generalgouvernement) war ein polnischer Maler und Expressionist der Verschollenen Generation.

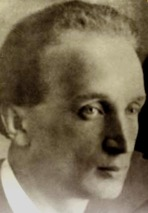
Leon Weissberg

## Leben und Werk

### Schulzeit und Studium in Wien

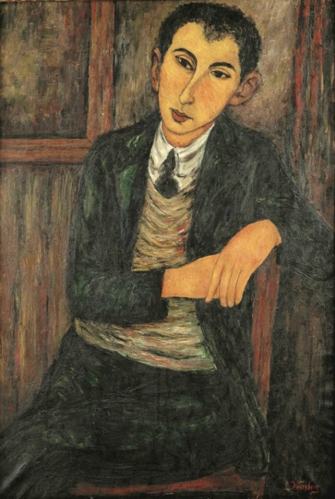
Der junge Maler Aron Haber Beron, Öl auf Leinwand 1924

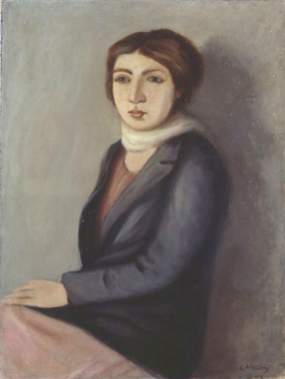
Frau in Weste, Öl auf Leinwand 1930

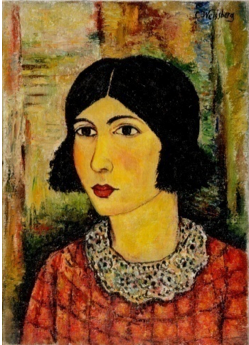
Porträt einer jungen Frau (Marie), Öl auf Leinwand 1925

Geboren in eine kultivierte traditionelle jüdische Familie, die aus Lemberg in der Ost-Ukraine stammte, verkörpert Leon Weissberg den Lebensstil eines europäischen Künstlers am Anfang des 20. Jahrhunderts. Obwohl er in Przeworsk geboren wurde, einer kleinen Stadt in Südpolen, war er weder eingeschränkt durch die Grenzen Europas, noch schränkten diese seine künstlerische Laufbahn ein. Es wurde berichtet, dass er schon in seiner Kindheit sein Schicksal selbst in die Hand genommen hat. Denn Weissbergs Vater, Süssmann Weissberg, ein Verwaltungsjurist in Przeworsk, wollte, dass auch sein Sohn die juristische Laufbahn einschlägt.
Die Eltern schickten ihn auf ein Internationales Gymnasium in Wien, damit er dort eine klassische deutsche Bildung erlangt. Nach dem Abitur rebellierte er gegen seinen Vater und meldete sich an der Kunstgewerbeschule in Wien an, der heutigen Universität für angewandte Kunst. Dort studierte er u. a. bei Oskar Kokoschka. Mit 17 Jahren wurde er in die Akademie der Bildenden Künste Wien aufgenommen, einer der höchst angesehenen Kunstinstitutionen der damaligen Zeit. Ohne die finanzielle Hilfe seines düpierten Vaters, hielt sich Weissberg durch verschiedene Gelegenheitsjobs über Wasser. Er trat als Geigenspieler in Kabaretts auf, gab Deutschunterricht für Ausländer und betätigte sich als Bauarbeiter beim Wiederaufbau des Wiener Opernhauses. Während des Ersten Weltkriegs diente er in der österreichischen Armee und schrieb sich nach Kriegsende 1919 an der Akademie der Bildenden Künste München ein.

### Leben in Frankreich
1923 ging Weissberg im Alter von 29 Jahren nach Paris und wurde Mitglied in einem Kreis emigrierter Künstler im Quartier Montparnasse, wo er auch wohnte. Er mietete ein Atelier in der Rue de Perrel und besuchte die bekannten Treffpunkte, wie das Café de la Rotonde, das Café du Dôme, oder das Bierlokal La Coupole. Innerhalb dieses Kreises von Emigranten konnte er als Künstler schnell Fuß fassen. Während seiner ersten Monate in Paris traf er auch seinen Landsmann aus Galizien, Sigmund Menkès. Zusammen mit Alfred Aberdam und Joachim Weingart bildeten sie die Group des Quatre, die Vierergruppe, die im Herbst 1925 zum ersten Mal in der Galerie Au Sacre de Printemps ausstellte. Wie viele seiner Kollegen wurde auch er von orientalistischen Themen angezogen. Das zeigt sich beispielsweise in seinem Werk Die Jüdische Braut von 1926. Des Weiteren malte er etliche Porträts seiner Künstlerkollegen. Weissberg wurde von den polnischen Kunsthändlern Leopold Zborowski und Wladimir Raykis, dem Inhaber der Pariser Galerie Zak, unterstützt. 1927 heiratete er Marie Pragier Ber, von der er sich 1933 wieder trennte. Mit ihr hatte er eine Tochter namens Lydie.
1933 zog Weissberg in das romantische Künstlerdorf Saint Paul de Vence unweit der Côte d’Azur, wo ihn auch der polnische Maler Roman Kramsztyk, der 1942 im Warschauer Ghetto ermordet wurde, besuchte. Obwohl stark beeinflusst von der politischen Atmosphäre in Frankreich, waren Weissberg und seine Künstlerkollegen intensiv mit den politischen Entwicklungen in ganz Europa beschäftigt.
Im Zuge der antisemitischen Exzesse in Nazi-Deutschland, wurde Weissberg zum Widerstandskämpfer und war 1937 die wegweisende Kraft hinter der Gründung der Association des Artistes Juifs de Paris, also dem Verband jüdischer Künstler von Paris. Nach dem Fall Frankreichs im Mai 1940 gingen Schockwellen durch das Land, die direkte Auswirkungen auf Weissberg und seine Kollegen hatten. Im Juni suchte er Zuflucht in der Nähe seiner kleinen Tochter Lydie, im Dorf Aveyron, in der Nähe der südfranzösischen Stadt Rodez, die unter Vichy-Herrschaft stand.

### Verhaftung und Deportation
Als Ausländer wurde Weissberg kurz danach im Dorf Aveyron unter Hausarrest gestellt, wo er erkrankte. Nach ungefähr einem halben Jahr im Krankenhaus ging er 1941 in das kleine Dorf Entraygues-sur-Truyère, nördlich von Rodez und fing wieder an zu malen. Seine Arbeiten erfuhren nun eine drastische Änderung in Stil und Themen, als Reaktion auf seinen Status als arrestierter jüdischer Ausländer. Viele Bilder, die er während dieser Zeit malte, wie sein Selbstporträt, sind mangels Malutensilien klein und stellen Clowns und Zirkusszenen dar. Obwohl Weissberg in dieser Zeit künstlerisch sehr erfolgreich war, konnte er sich dem Zugriff der Nazis nicht entziehen. Am 18. Februar 1943 wurde er um fünf Uhr morgens in seinem Hotel Voyageurs Andrieu in Entraygues von zwei französischen Polizisten festgenommen und anschließend der deutschen Militärpolizei übergeben.
Leon Weissberg wurde Opfer einer Verhaftungsaktion, die durch folgendes Ereignis ausgelöst wurde: am 13. Februar 1943 um 21:10 Uhr wurden zwei deutsche Luftwaffenoffiziere in Paris auf ihrem Weg zum Hotel du Louvre niedergeschossen. Sie starben noch in derselben Nacht in einem Militärkrankenhaus. Als Strafe wurde von den Deutschen beschlossen, 2000 Juden zu verhaften und zu deportieren. Am 18. Februar wurde eine Reihe von Verhaftungen 16- bis 65-jähriger Juden, hauptsächlich in Südfrankreich, vorgenommen. Unter jenen, die verhaftet wurden, waren auch Juden mit ausländischen Staatsbürgerschaften.
Sein Atelier wurde anschließend geplündert und Leon Weissberg wurde zunächst in das französische Internierungslager Gurs am Fuße der Pyrenäen gebracht. Ende Februar wurde er dann in das SS-Sammellager Drancy, 20 Kilometer nordöstlich von Paris, verlegt. Von Gurs und Drancy schickte Weissberg mehrere Postkarten an seine Tochter Lydie. Auf der letzten Karte, die er am 6. März von Drancy absandte, schreibt er: „Je pars pour destination inconnue“ (Ich breche auf zu einem unbekannten Ziel). Am gleichen Tag erfolgte die Deportation von Leon Weissberg mit dem Transport Nr. 51, zusammen mit 959 Männern, 39 Frauen und zwei Kindern, in das Vernichtungslager Sobibor. Die Zugfahrt über 1500 Kilometer in Viehwaggons endete fünf Tage später, am 11. März 1943, an ihrem Bestimmungsort, wo sämtliche Gefangenen des Transports noch am gleichen Tag in den Gaskammern ermordet wurden.

## Ausstellungen
- Au Sacre du Printemps Galerie, Vierergruppe: Aberdam, Menkès, Weingart, Weissberg, Paris 1925–1926
- Salon d’Automne, Paris 1925–1929, 1937, 1946
- Salon des Tuileries, Paris, 1927–1929
- Salon des Indépendants, Paris 1927–1929
- Internationale Ausstellung, Paris, 1937

Als der Salon d’Automne 1946 in Paris wieder eröffnete, wurden Die Vier Landschaften, die Weissberg 1942 malte, zum Gedenken an die ermordeten Künstler in der Ausstellung gezeigt. Seine Werke waren auch in der berühmten Ausstellung  École de Paris  – Oeuvres d’artistes juifs morts en déportation in der Galerie Zak im Jahr 1955 zu sehen. Es war vor allem Leon Weissbergs Tochter Lydie Lachenal, die ihren Vater durch Schenkungen an Museen, Ausstellungen und Veröffentlichungen über sein Leben in Erinnerung gehalten hat.

## Einzelausstellungen
- Carré Voltaire, „Weissberg, letzte Farben“, Paris 1993
- Denys-Puech Museum in Rodez, „Léon Weissberg, Eine Retrospektive“, Rodez 2002
- Polnische Gesellschaft für Geschichte und Literatur, „Léon Weissberg Jubiläumsausstellung, 1943-1995“, BPP 2015
- mahJ, Museum für Kunst und Geschichte des Judentums, „Léon Weissberg, Entraygues 1942“, Schenkung, Paris 2017/2018
- mahJ, L’École de Paris in den Sammlungen des MAHJ, Hommage an Léon Weissberg und Lydie Lachenal, 2020

## Werke (Auswahl)
- Der Hof am Ende des Gartens, 1926, Öl auf Leinwand, 54 × 73  cm, Museum für Kunst und Geschichte des Judentums, Paris
- Porträt eines sitzenden Mannes (Franz Kafka), um 1923, Öl auf Leinwand, 92 × 73  cm, Sammlung Ghez, Hecht Museum, Universität Haifa
- Jardin à la Ruche, 1924, Öl auf Leinwand, 54 × 65  cm, Privatsammlung
- Porträt einer jungen Frau (Marie) , 1925, Öl auf Leinwand, 46 × 33  cm, Museum für Kunst und Geschichte des Judentums, Paris
- Frau mit Fuchs, 1927, Öl auf Leinwand, 92 × 65  cm, Museum der Dreißiger Jahre, Boulogne-Billancourt
- La Rue à Cachan mit Laternenpfahl, 1928, Öl auf Leinwand, 54 × 73  cm, Privatsammlung
- Porträt von Leopold Zborowski, 1926, Öl auf Leinwand, 100 × 81  cm, Museum für Kunst und Geschichte des Judentums, Paris
- Marie im Atelier, 1928, Aquarellzeichnung, Raykis gewidmet, 12,6 × 13  cm, Privatsammlung
- Das Essen des Clowns, 1943, Öl auf Karton, 22 × 17,2  cm, Privatsammlung
- Clown und junges Mädchen auf dem Balkon, 1942, Öl auf Karton, 22,2 × 33,8  cm, Museum für Kunst und Geschichte des Judentums, Paris